# Gymnostemon zaiaou
Gymnostemon es un género monotípico de plantas perteneciente a la familia Simaroubaceae. Su única especie:  Gymnostemon zaiaou, se encuentra en África tropical.

## Descripción
Es un árbol con resina que alcanza un tamaño de 25 metros de altura, las ramitas jóvenes amarillentas y peludas, ramillas huecas, los tallos son glabros, las hojas se encuentran agrupadas en el extremo de las ramas, son imparipinnadas (5-12 pares de folíolos), de 20-45 cm de largo, de color verde pálido, con los márgenes de los folíolos recurvados; las hojas son coriáceas. Se encuentra en la selva y sólo se conocen en Costa de Marfil en la cuenca del Río Sassandra en el Parque nacional de Taï.

## Taxonomía
Gymnostemon zaiaou fue descrita por André Aubréville & François Pellegrin y publicado en Bulletin de la Société Botanique de France 84: 184, f. 1, en el año 1937.
Sinonimia
- Mannia zaizou (Aubrév. & Pellegr.) Aubrév.[6]